# مصطفى الزناري
مصطفى الزناري (مواليد 9 أبريل 1999) هو لاعب كرة قدم مصري يلعب في مركز المدافع في نادي طلائع الجيش.

## مشواره الدولي
أنضم للقائمة المبدئية لمبارة غينيا وإثيوبيا في تصفيات أمم أفريقيا 2023 لكنه لم يدخل القائمة النهائية.